# Monster Truck Madness 2
Monster Truck Madness 2 (nombre en código: Metal Crush 2) es un juego de carreras de monster trucks para PC desarrollado por Terminal Reality y publicado por Microsoft, en 1998.

## Características
Monster Truck Madness 2 es la secuela del original y ofrece gráficas e interfaz mejoradas, nuevos monster trucks, nuevas carreras y la opción de cambiar el clima. Sin embargo, el motor del juego es esencialmente el mismo que el que se utilizó en el juego original. Una fundamento de su similitud es el hecho de que la mayoría de los monster trucks y carreras son compatibles en ambos juegos.
Como su predecesor, contiene 2 camiones inaccesibles, Power Wheels Bigfoot y "Chuck's Car" (un Chevrolet Camaro). El método para desbloquear el primer camión es desconocido, pero el segundo era desbloqueado escribiendo "CHUCK" durante alguna carrera. El juego aún muestra este mensaje cuando se escribe: "Restart the game to drive Chuck's Car." (Reinicia el juego para conducir el auto de Chuck). De todos modos, nada sucedía al reiniciar.
De nuevo, "Army" Armstrong entrega el comentario para el juego. Sin embargo, varios de sus comentarios han sido actualizados y se han agregado algunos nuevos. A pesar de que ya ha pasado una década desde su lanzamiento, aún hay milles de personas jugando Monster Truck Madness 2 y se han contado más de 4.000 carreras y 4.900 camiones que han sido publicados por los fanáticos.

## Comunidades
La mayoría de las comunidades de Monster Truck Madness están inactivas. Sin embargo, el juego tuvo bastante popularidad entre los jugadores casuales en los noventa, y su éxito se prolongó unos años más allá del 2000. Fuentes indican que el tope de popularidad del juego fue en 1999 - en ese año, 776 camiones (trucks) hechos por los fanes fueron subidos al sitio no-oficial mtm2.com comparado con los 456 circuitos (tracks) en 1998 y 464 circuitos en el año 2000. Las actividades más realizadas por las comunidades incluyen el crear circuitos y camiones nuevos, y la organización de torneos en línea de Monster Truck Madness 2.

### Más allá de MTM2
Terminal Reality reutilizó muchos de los elementos y actualizo el sistema de juego para producir su título 4x4 Evolution. El juego fue muy anticipado por los jugadores de Monster Truck Madness, pero las carreras y los camiones de los diferentes títulos no terminaron siendo compatibles.
El juego tenía un editor de carreras basado en DOS, pero como era muy difícil su uso, los usuarios crearon uno propio, TRAXX, el cual tiene una interfaz de WYSIWYG.

## Monster trucks disponibles
- Bearfoot
- Bigfoot
- Black Stallion
- Boogey Van
- Bret "The Hitman" Hart
- Bulldozer
- Carolina Crusher
- Grave Digger
- Excecutioner
- Firestone Wilderness
- Hollywood Hogan
- Monster Patrol
- Nitemare
- Overkill
- Rampage
- Samson
- Snake Bite
- Stinger
- The Outsiders
- Wildfoot

## Pistas disponibles

### Circuitos
- Farm Road 29
- The Heights
- The Graveyard
- Scrapyard Run
- Crazy '98
- The Excavation
- Breakneck Ridge
- Torture Pit (oculto)

### Rallies
- Sidewinder Canyon
- Voodoo Island
- Tinhorn Junction
- Tumbleweed Flats

### Summit Rumbles (Solo disponibles en juego en línea)
- Arena Rumble
- Piramid Rumble
- Hypercube Rumble

## Monster Truck Madness 64
Este juego salió para la consola Nintendo 64 y es el único en la saga que permite una partida de pantalla dividida. También es el único que venía oficialmente en varios idiomas. Hay tres modos de jugar: Batalla, circuito y exhibición. Los camiones son:
- Bearfoot
- Bigfoot
- Boogey Van
- Carolina Crusher
- Grave Digger
- Monster Patrol
- Overkill
- Hollywood Hogan
- Rampage
- Samson
- Snake Bite
- The Outsiders
- Police Truck
- Wildfoot